# La Aduana
La Aduana är en ort i Mexiko.   Den ligger i kommunen Moctezuma och delstaten San Luis Potosí, i den centrala delen av landet, 400 km nordväst om huvudstaden Mexico City. La Aduana ligger 2 037 meter över havet och antalet invånare är 213.
Terrängen runt La Aduana är kuperad. Runt La Aduana är det glesbefolkat, med 15 invånare per kvadratkilometer. Närmaste större samhälle är Ahualulco, 17,5 km söder om La Aduana. Omgivningarna runt La Aduana är i huvudsak ett öppet busklandskap.